# Natalia Batista
Natalia Batista, född 2 juli 1986, är en svensk serieskapare och illustratör. Hon arbetar i en manga-inspirerad stil och kom med sin första bok på ett etablerat förlag 2010 – barnserien Mjau!. Samma år gavs hennes yaoi-serie A Song for Elise ut på tyska. Som illustratör har hon arbetat med den prisbelönade fantasyromanserien Häxfolket.

## Biografi

### Uppväxt och tidiga år
Batista började enligt egen utsago teckna serier som tolvåring. Två år senare upptäckte hon manga, och sedan dess har den mesta stilmässiga inspirationen kommit österifrån. Hon utbildade sig åren 2005–2007 på Serieskolan i Malmö, där hon senare även undervisat. Hon är sedan 2006 en av medlemmarna i Nosebleed Studio, som är en av få svenska seriestudior som verkar inom den japanska manga-traditionen. Hon nådde finalomgången i "Mangatalangen 2006", med serien Prinsessan och fröken Näktergal, liksom året efter med Synth Master. 2006–2007 publicerades hennes serie Lova i ungdomstidningen Okej, där hon tidigare synts med sin och Robin Warmarks Popfeber. Hennes Elvis Söderstjärna trycktes i septembernumret 2007 av Aluma, gatutidningen i västra Skåne.

### Japanska, yaoi och Potter
2007–2008 läste Batista japanska på Lunds universitet, och under studietiden hann hon inte med att teckna serier. Efter studieavbrottet producerade hon den engelskspråkiga yaoi-serien A Song for Elise som fanzin och senare som webbserie. De tredelade serien samlades senare till en seriebok som hon själv gav ut våren 2009 på det egna förlaget Nattserier.
2009 publicerade den svenska mangatidningen Shojo Stars Batistas Valborg i sitt fjärde nummer för året. Samma år producerade Batista tillsammans med Johan Gustafsson den 66-sidiga The Marauders and The Secrets of The Heart, en engelskspråkig fanserie baserad på Harry Potter som gavs ut i egen regi.

### Bokdebut och tysk översättning
Ytterligare en mangainspirerad serie var barnserien Mjau!, producerad i fyra delar. Denna tecknades under andra halvan av 2009 för Kabusa böcker, som året efter gav ut den i bokform – Batistas första bokutgåva på ett etablerat förlag.
2009–2010 kom att bli en intensiv period. November 2009 fick hon kontakt med tyska förlaget Tokyopop, som var intresserat av Batistas A Song for Elise. Denna kom sedan ut i tysk översättning – som Ein Lied für Elise – i samband med 2010 års bokmässa i Frankfurt. Hösten 2009 hade Batista arbetat som lärare på kursen "Klimatserier!" på Serieskolan i Malmö och samtidigt producerat serietidningen Klimatpimpa din livsstil! (med Joakim Nordqvist som medförfattare) för Malmö stads miljöförvaltning.

### Amaltea, kurser och illustrationer

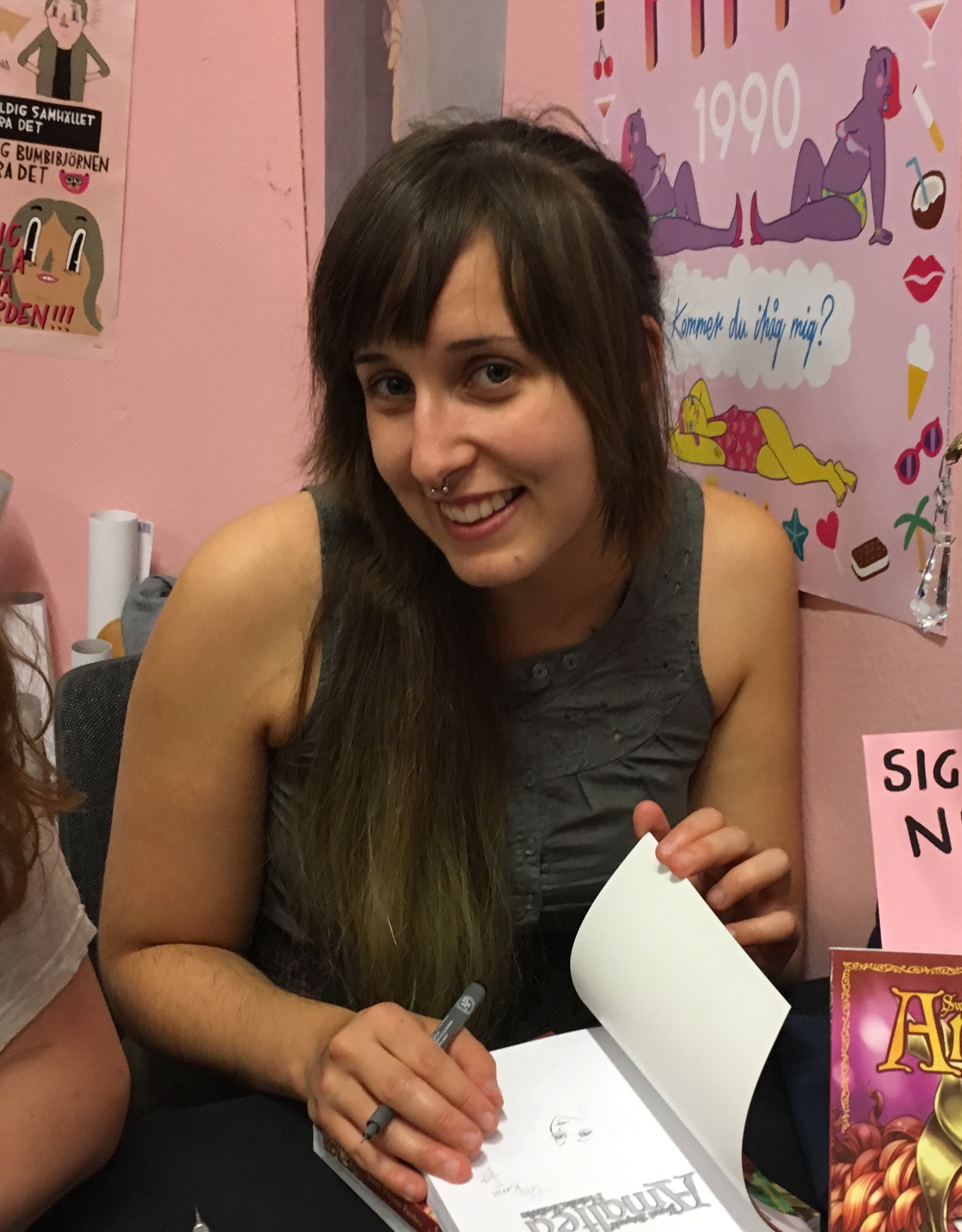
Natalia Batista på Bokmässan i Göteborg 2013.

Hösten 2013 kom första delen av planerade tre av Sword Princess Amaltea ut på Kolik förlag. Albumserien produceras i samarbete med redaktören Fabian Göranson, och assistenterna Joakim Waller, Catarina Batista, Emil Johansson, Yossra El Said och Elise Rosberg.
Förutom sina serieproduktioner föreläser Batista om manga och håller i workshopar i mangateckning på bibliotek och dylikt. Hon var under åren 2007–2009 kursansvarig för sommarkurserna i serieskapande på Serieskolan i Malmö. Sedan 2013 är hon ordinarie lärare på första året på skolan. 
Dessutom arbetar hon som illustratör av böcker. Hon gjorde hösten 2010–våren 2011 illustrationerna till Jo Salmsons fantasybokserie Häxfolket, som under 2011 och 2012 gavs ut på Bonnier Carlsen. Bokserien fick våren 2013 fick motta Nordiska skolbibliotekarieföreningens barn- och ungdomsbokspris. Den kom under 2012 och 2013 även ut på norska, under titeln Heksefolket.
Utöver eget skapande är hon även redaktör och projektledare för den antologi-projektet Swedish Comic Sin.

## Stil
Batista kallar själv sin stil för "svensk manga". Hon arbetar både med barnserier (exempelvis Mjau!) och vuxenserier (A Song for Elise) och för även över sin mangastil till de dekorativa illustrationerna i boksammanhang.

## Publicerade verk

### Egna böcker
- 2009 –  A Song for Elise. Nattserier. ISBN 978-91-633-4429-9 (engelska)
  - 2010 – Ein Lied für Elise, Tokyopop. (tyska)
- 2009 – Gustafsson, Johan. The Marauders and the Secrets of the Heart. Johan Gustafsson & Natalia Batista. Libris 11505569 (engelska)

- Mjau!, Kabusa böcker
  - 2010 –  Mjau! 1. ISBN 978-91-7355-130-4
  - 2010 –  Mjau! 2. ISBN 9789173551342
  - 2010 –  Mjau! 3. ISBN 9789173551380
  - 2010 –  Mjau! 4. ISBN 9789173551397
  - 2013 –  Mjau: [samlingsbok]. 1-4. ISBN 978-91-7355-321-6
- Sword Princess Amaltea, Kolik Förlag
  - 2013 –  Sword Princess Amaltea : bok 1. Kolik förlag. ISBN 9789186509347
  - 2014 –  Sword Princess Amaltea : bok 2. Kolik förlag. ISBN 9789186509422
  - 2015 –  Sword Princess Amaltea : bok 3. Kolik förlag. ISBN 9789186509538
- 2017 –  Sword Princess - Rollspelet i Amalteas värld. Saga Games. ISBN 9789185626304
- Sword Princess Amaltea, Kasaobake, Italien
  - 2017 –  Sword Princess Amaltea : 1. Kasaobake. ISBN 9788833160009
  - 2018 –  Sword Princess Amaltea : 2. Kasaobake. ISBN 9788833160146
  - 2018 –  Sword Princess Amaltea : 3. Kasaobake. ISBN 9788833160160
- Sword Princess Amaltea, Pyramond, Tyskland
  - 2018 –  Sword Princess Amaltea : 1. Pyramond. ISBN 9783945943298
  - 2019 –  Sword Princess Amaltea : 2. Pyramond. ISBN 9783945943373
  - 2019 –  Sword Princess Amaltea : 3. Pyramond. ISBN 9783945943441
- Sword Princess Amaltea, Zanir, Tjeckien
  - 2018 –  Sword Princess Amaltea. Zanir. ISBN 9788090676527

### Antologier
- 2010 – Elftorp Mattias, Batista Natalia, Johansson Susanne, red. AltCom. 2010, Sex & war : anthology. Wormgod book ; 012. Seriefrämjandet. ISBN 9789185161966 (engelska)
- Swedish Comic Sin, Nattserier
  - 2010 – Batista Natalia, red (på engelska). Swedish Comic Sin. Swedish Comic Sin. Nattserier. ISBN 9789163364921
  - 2011 – Batista Natalia, red (på engelska). Swedish Comic Sin 2. Swedish Comic Sin. Nattserier. ISBN 9789163384325
  - 2012 – Batista Natalia, red (på engelska). Swedish Comic Sin 3. Swedish Comic Sin. Nattserier. ISBN 9789163364938
  - 2013 – Batista Natalia, red (på engelska). Swedish Comic Sin 4. Swedish Comic Sin. Nattserier. ISBN 9789163727979

- 2011 –  (på engelska) Nosebleed Studio 5 Years Jubilee Anthology. Nosebleed Studio. ISBN 9789197960403
- 2012 –  (på engelska) Nosebleed Studio Anthology – Seaside Stories. Nosebleed Studio. ISBN 9789197960410
- 2013 –  (på engelska) Nosebleed Studio’s Swedish Manga Anthology. Nosebleed Studio. ISBN 9789197960427
- 2014 - I hjärtat av Malmö, Seriefrämjandet ISBN 9789186667504

### Tidningspubliceringar
- 2005 –  Prinsessan och fröken näktergal. Libris 11629302
- Popfeber i Okej (tillsammans med Robin Warmark)
- 2006–2007 – Lova i Okej
- 2007 – Synth Master J i Mangatalangen
- 2007 – Elvis Söderstjärna i Aluma #9
- 2009 – Valborg i Shojo Stars #4
- 2009 –  Klimatpimpa din livsstil: shoppa, laga mat, res, ha kul och lev klimatsnällt! : bli en klimatninja!. Klimatserier. Miljöförvaltningen, Malmö stad. Libris 11914861

### Illustrationer
- 2011 – Salmson, Jo. De stulna barnen. Häxfolket. Bonnier Carlsen. ISBN 978-91-638-6812-2
- 2011 – Salmson, Jo. Fly Sol, fly!. Häxfolket. Bonnier Carlsen. ISBN 978-91-638-6882-5
- 2011 – Salmson, Jo. Magiska krafter. Häxfolket. Bonnier Carlsen. ISBN 978-91-638-6886-3
- 2012 – Salmson, Jo. Häxfolket: del 1-4. Bonnier Carlsen. ISBN 978-91-638-7398-0
  - 2012–2012 – Heksefolket, Cappelen (4 delar). (bokmål)[7]

## Utmärkelser
- 2013 – Nordiska skolbibliotekarieföreningens barn- och ungdomsbokspris (för Jo Salmsons manus och Batistas illustrationer till fantasybokserien Häxfolket)[3]